# خورخي كوتو
خورخي كوتو هو لاعب كرة قدم برتغالي في مركز نصف الجناح، ولد في 1 يوليو 1970 في سانتا ماريا دا فييرا في البرتغال. شارك مع منتخب البرتغال تحت 20 سنة لكرة القدم ومنتخب البرتغال تحت 21 سنة لكرة القدم ومنتخب البرتغال لكرة القدم. أما مع النوادي، فقد لعب مع نادي بوافيشتا ونادي بورتو ونادي جل فيسنتي.

## وصلات خارجية
- خورخي كوتو على موقع الاتحاد الدولي (مؤرشف)  (الإنجليزية)
- خورخي كوتو على موقع قاعدة بيانات كرة القدم.إي يو (الإنجليزية)
- خورخي كوتو على موقع ناشيونال فوتبول تيمز (الإنجليزية)
- خورخي كوتو على موقع Soccerway.com (الإنجليزية)